# The New School (musikalbum)
The New School är The Tough Alliance första fullängdsalbum från 2005. En av gruppens mer kända låtar är Koka-Kola Veins som spelades en del på Sveriges Radio under sommaren 2005. Andreas Tilliander har hjälpt The Tough Alliance med mixningen av albumet. Skivan rankades av Sonic Magazine i juni 2013 som det 29:e bästa svenska albumet någonsin.

## Låtar
1. Tough II - 2:13
2. The New School - 3:51
3. In The Kitchen - 4:20
4. My Hood - 4:02
5. Koka-Kola Veins - 4:03
6. Babylon - 6:03
7. Keep It Pure - 3:40
8. Forever Utd - 4:38
9. Take No Heroes - 3:42
10. I'll Be Right There - 4:04
11. Sirens Outro - 1:45